# WELCOME BACK 2
『WELCOME BACK 2』（ウェルカム・バック・ツー）は、2007年10月5日にMyspaceにて先行配信され、2007年10月31日にMaxiシングルとしてリリースされたTM NETWORKの通算37枚目のシングル。

## 背景
2004年のデビュー20周年以来、約3年ぶりの活動のキーワードである『REMASTER』を忠実に生かした楽曲。
本作のシングルバージョンは、ベスト・アルバム等に収録されていない。

## 音楽性

### WELCOME BACK 2
日本テレビ系『今夜はシャンパリーノ』のエンディングテーマに起用された。
歌詞にTM歴代の楽曲タイトルが入っている。サウンドはリズムに生音も使いつつ、従来のTKサウンドを基調にしてある。
このシングルではアウトロがフェードアウトになっているが、アルバム『SPEEDWAY』に収録されている「-1983 Edit-」バージョンは、アウトロがカットアウトになっている（その分収録時間が長い）。

### N43
木根尚登が作詞と作曲を手がけたクリスマスソングで、タイトルの「N43」は、北海道の緯度を表しており、札幌に実在した店の名前から引用している。
仮タイトルは「WHITE ROOM」だった。
シングル「1974」が北海道地区でヒットしていた当時の実話から生まれた歌詞とのことである。この歌詞を書くとき木根は小室宅のスタジオで、小室からのアドバイスも励ましもある中で書き上げたという。木根と小室が歌詞についてガッツリ向かい合ったのは、長いつきあいの中でもこのときが初めてと思われるとのことである。
歌詞のテーマは「クリスマスを舞台にしたスーパースターの恋愛」をコンセプトにした。
サビの歌詞は小室の添削があった。

## ディスクジャケット
ジャケットイラストは『CAROL 〜A DAY IN A GIRL'S LIFE 1991〜』を手がけたガイナックスの佐々木洋が手がけている。

## 収録曲
| 全編曲: 小室哲哉。 |                            |           |                             |       |
| #                  | タイトル                   | 作詞      | 作曲                        | 時間  |
| 1.                 | 「WELCOME BACK 2」         | 小室哲哉  | 小室哲哉                    | 5:09  |
| 2.                 | 「N43」                    | 木根尚登  | 木根尚登                    | 5:05  |
| 3.                 | 「WELCOME BACK 2」(TV MIX) |           |                             | 5:09  |
| 4.                 | 「N43」(TV MIX)            |           |                             | 5:07  |
| 5.                 | 「MEMORIES」               |           | Modest Mussorgsky, 小室哲哉 | 3:25  |
| 合計時間:          | 合計時間:                  | 合計時間: | 合計時間:                   | 23:55 |

## クレジット
- Produced, Keyboards, Guitar, Backing Vocal : 小室哲哉
- Lead Vocal : 宇都宮隆
- Acoustic Guitar, Backing Vocal : 木根尚登
- Drums : そうる透
- Mixed : 小室哲哉
- Illustration : 佐々木洋
- Design : いまふくやすひと

## 収録アルバム
WELCOME BACK 2
- SPEEDWAY (-1983 Edit-)

N43
- SPEEDWAY (-1983 Edit-)
- How Do You Crash It? (ライヴヴァージョン)